# Pasquale Festa Campanile
Pasquale Festa Campanile (Melfi, 28 de juliol de 1927 – Roma, 25 de febrer de 1986) va ser un guionista, director de cinema i novel·lista italià conegut principalment com a important exponent del gènere commedia all'italiana.

## Vida i carrera professional
Nascut a Melfi, a la província de Potenza, es va traslladar de jove a Roma. Va començar com a escriptor i crític literari. La nonna Sabella, una de les seves novel·les, va ser posteriorment adaptada per Dino Risi a la pel·lícula del mateix nom, coneguda internacionalment com a Oh! Sabella (1957).
Va iniciar la seva carrera cinematogràfica com a guionista amb Faddija – La legge della vendetta (1949) de Roberto Bianchi Montero i posteriorment va coproduir obres mestres del cinema italià com Poveri ma belli (1957) de Risi i Rocco e i suoi fratelli (1960) i Il gattopardo (1963) de Luchino Visconti.
La seva primera pel·lícula com a director va ser Un tentativo sentimentale (1963), amb Massimo Franciosa. Posteriorment va realitzar moltes pel·lícules del gènere commedia all'italiana, com La matriarca (1969), Il merlo maschio (1971), Jus primae noctis (1972) i Conviene far bene l'amore (1975), basada en la seva novel·la homònima.
Pasquale Festa Campanile col·laborar amb el cantant i actor italià Adriano Celentano, dirigint-lo en pel·lícules com Rugantino (1973), Qua la mano (1980) i Bingo Bongo (1982). Altres pel·lícules destacades són Il soldato di ventura, una revisió satírica del desafiament de Barletta; la pel·lícula de crims Autostop rosso sangue (1977); la de temàtica LGBT Nessuno è perfetto (1981); Il petomane (1983), llunyanament basada en la biografia de l'empresari francès Joseph Pujol i Uno scandalo perbene (1984), inspirat en el cas Bruneri-Canella que també és la seva darrera obra cinematogràfica.
Va morir d'un tumor renal a Roma el 1986.

## Vida personal
Festa Campanile es va casar amb la pintora italiana Anna Salvatore, de la qual es va divorciar el 1962. Posteriorment es va relacionar amb actrius [Maria Grazia Spina], Catherine Spaak i Lilli Carati. Es va casar amb la seva última esposa, Rosalba Mazzamuto, un any abans de la seva mort.

## Filmografia

### Director
- Un tentativo sentimentale (1953)
- Le voci bianche (1964)
- La costanza della ragione (1965)
- Una Vergine per il Principe (1965)
- Adulterio all'italiana (1966)
- La cintura di castità (1967)
- Il marito è mio e l'ammazzo quando mi pare (1967)
- La ragazza e il generale (1967)
- La matriarca (1968)
- Scacco alla regina (1969)
- Con quale amore, con quanto amore (1969)
- Dove vai tutta nuda? (1969)
- Quando le donne avevano la coda (1970)
- Il merlo maschio (1971)
- Quando le donne persero la coda (1971)
- La calandria (1972)
- Jus primae noctis (1972)
- L'emigrante (1973)
- Rugantino (1973)
- La sculacciata (1974)
- Conviene far bene l'amore (1975)
- Dimmi che fai tutto per me (1976)
- Il soldato di ventura (1976)
- Autostop rosso sangue (1977)
- Cara sposa (1977)
- Come perdere una moglie e trovare un amante (1978)
- Sabato, domenica e venerdì (1979)
- Il ritorno di Casanova (1979)
- Il corpo della ragassa (1979)
- Gegè Bellavita (1979)
- Il ladrone (1980)
- Qua la mano (1980)
- Nessuno è perfetto (1981)
- Culo e camicia (1981)
- Mano lesta (1981)
- Bingo Bongo (1982)
- La ragazza di Trieste (1982)
- Più bello di così si muore (1982)
- Porca vacca (1982)
- Un povero ricco (1983)
- Il petomane (1983)
- Uno scandalo perbene (1984)

### Guionista
- Faddija (1949)
- Un tentativo sentimentale (1953)
- Gli innamorati (1955)
- La donna che venne dal mare (1957)
- La nonna Sabella (1957)
- Poveri ma belli (1957)
- Belle ma povere (1957)
- Il cocco di mamma (1957)
- Vacanze a Ischia (1957)
- Giovani Mariti (1958)
- Ladro lui, ladra lei (1958)
- Totò e Marcellino (1958)
- Tutti innamorati (1958)
- Venezia, la luna e tu (1958)
- Ferdinando I Re di Napoli (1959)
- Il magistrato (1959)
- La cento chilometri (1959)
- Poveri milionari (1959)
- Rocco e i suoi fratelli (1960)
- L'assassino (1961)
- La viaccia (1961)
- La bellezza di Ippolita (1962)
- Le quattro giornate di Napoli (1962)
- Smog (1962)
- Il gattopardo (1963)
- In Italia si chiama amore (1963)
- Senza sole né luna (1963)
- Una storia moderna: l'ape regina (1963)
- Le voci bianche (1964)
- La costanza della ragione (1965)
- Una Vergine per il Principe (1965)
- Adulterio all'italiana (1966)
- La ragazza e il generale (1967)
- Dove vai tutta nuda? (1969)
- Quando le donne avevano la coda (1970)
- Il merlo maschio (1971)
- La calandria (1972)
- Jus primae noctis (1972)
- L'emigrante (1973)
- Rugantino (1973)
- La sculacciata (1974)
- Conviene far bene l'amore (1975)
- Il soldato di ventura (1976)
- Autostop rosso sangue (1977)
- Gegè Bellavita (1979)
- Qua la mano (1980)
- Un povero ricco (1983)